# Charles D. Herron

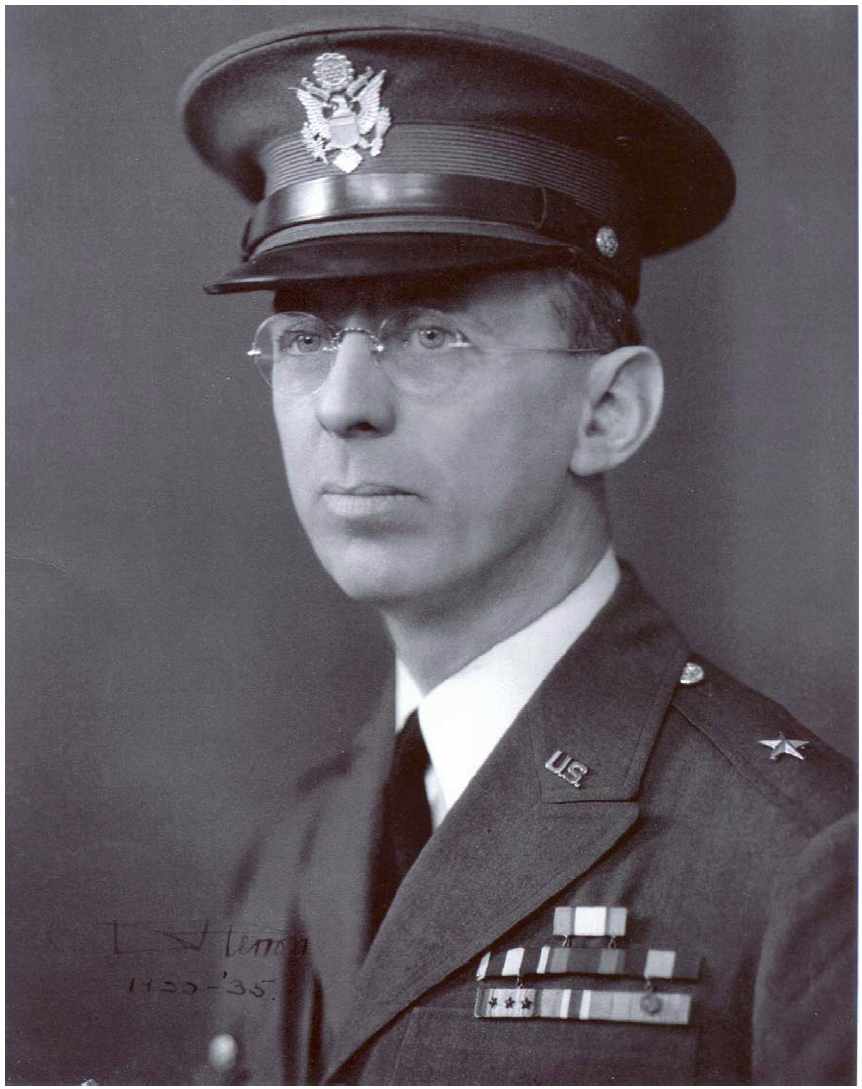
Charles D. Herron (als Brigadegeneral)

Charles Douglas Herron (* 13. März 1877 in Crawfordsville, Montgomery County, Indiana; † 23. April 1977 in Honolulu, Hawaii) war ein Generalleutnant der United States Army.
Charles Herron war ein Sohn von William Park Herron (1843–1927), einem Veteranen des Amerikanischen Bürgerkriegs, und dessen Frau Ada Cyrilla Patton (1854–1949). Er besuchte zunächst das Wabash College in seiner Geburtsstadt Crawfordsville. In den Jahren 1895 bis 1899 durchlief er die United States Military Academy in West Point. Nach seiner Graduation wurde er als Leutnant der Infanterie zugeteilt. In der Armee durchlief er anschließend alle Offiziersränge bis zum Dreisternegeneral.
Im Lauf seiner militärischen Karriere absolvierte Herron verschiedene Kurse und Schulungen. Dazu gehörten unter anderem die Field Artillery School, das United States Army War College und das Command and General Staff College.
In seinen jüngeren Jahren absolvierte er den für Offiziere in den niederen Rangstufen üblichen Dienst in verschiedenen Einheiten und Standorten. Er war in der Endphase des Spanisch-Amerikanischen Kriegs eingesetzt und war dann für einige Zeit auf den Philippinen stationiert, wo er am Philippinisch-Amerikanischen Krieg teilnahm. In den folgenden Jahren war er unter anderem Dozent an der Militärakademie in West Point und Lehrer für die Indiana National Guard sowie Stabsoffizier im 10. Infanterieregiment in Panama. Zwischenzeitlich war er auch an der mexikanischen Grenze stationiert und erhielt die Mexican Border Service Medal.
Während des Ersten Weltkriegs war Herron auf dem europäischen Kriegsschauplatz in verschiedenen Funktionen eingesetzt. Dabei wechselte er von der Infanterie zur Artillerie. Er war zeitweise Stabsoffizier und zwischenzeitlich auch Bataillonskommandeur. Dabei war er unter anderem an der Maas-Argonnen-Offensive und der Schlacht von Saint-Mihiel beteiligt. Nach dem Krieg bekleidete er in den 1920er Jahren verschiedene Stellungen. So war er von 1921 bis 1923 Stabsoffizier im Kriegsministerium. Nach seinem anschließenden Lehrgang an der Field Artillery School war er von 1924 bis 1927 Kommandeur des 1. Feldartillerieregiments. Von 1927 bis 1929 war er in Manila Stabschef im Hauptquartier der dortigen US-Truppen. Anschließend kommandierte er bis Mai 1930 ein weiteres Regiment der Feldartillerie.
Von 1930 bis 1935 war Charles Herron Stabsoffizier beim Stabschef der Armee, wobei er für Angelegenheiten der Reserve zuständig war (Executive Officer for Reserve Affairs). Anschließend kommandierte er bis Dezember 1936 die 6. Feldartilleriebrigade. Zwischen dem 24. Dezember 1936 und dem 15. September 1937 hatte er das Kommando über das VI. Korps. Danach erhielt er das Kommando über die Hawaiian Division (bis März 1938) und dann über das Hawaiian Department, einen Vorläufer der heutigen United States Army Pacific. Im Februar 1941 ging Charles Herron altersbedingt in den Ruhestand.
Während des Zweiten Weltkriegs, an dem die USA seit dem 7. Dezember 1941 aktiv teilnahmen, wurde Charles Herron in den Jahren 1941 bis 1944 und nochmals von 1945 bis 1946 reaktiviert. Dabei war er jeweils als Stabsoffizier im Kriegsministerium tätig. Am 18. Dezember 1946 ging er endgültig in den Ruhestand.
Von 1946 bis 1966 lebte der pensionierte Generalleutnant in  Bethesda in Maryland, wo er sich im kommunalen Bereich engagierte. Außerdem gehörte er dem Berufungsgericht für Steuerverfahren im dortigen Montgomery County an. Seit 1966 lebte er auf Hawaii. Er starb im Alter von 100 Jahren am 23. April 1977 in Honolulu und wurde auf dem Oak Hill Cemetery in seinem Geburtsort Crawfordsville (Indiana) beigesetzt. Die von ihm in den Jahren 1908–1949 verfassten Denkschriften sind heute Teil der Wabash College Library. Über seine Schwester war Herron auch der Schwager von Will H. Hays (1879–1954), Politiker und langjähriger Präsident der Motion Picture Producers and Distributors of America (MPPDA).

## Beförderungen
- 15. Februar 1899: Leutnant
- 31. Oktober 1900: Oberleutnant
- 2. November 1906: Hauptmann
- 1. Juli 1916: Major
- 15. Mai 1917: Oberstleutnant
- 16. Dezember 1921 Oberst
- 1. Oktober 1934: Brigadegeneral
- 14. März 1937: Generalmajor
- 31. Juli 1940: Generalleutnant

Die Ränge beziehen sich auf seine reguläre Laufbahn in der US-Army. In der National Army war er bereits am 5. August 1917 temporär zum Oberst befördert worden.

## Orden und Auszeichnungen
Charles Herron erhielt im Lauf seiner militärischen Laufbahn unter anderem folgende Auszeichnungen:
- Army Distinguished Service Medal
- Philippine Campaign Medal
- Mexican Border Service Medal
- World War I Victory Medal
- American Defense Service Medal
- American Campaign Medal
- World War II Victory Medal